# 歌舞妓
歌舞妓通歌舞伎，中国历史上指提供歌舞、音乐等才艺表演的女性伎人或女乐:128。亦称为乐妓，可细分为歌妓、舞妓。
歌舞妓与其它藝人同为古时社会的底层，即娼、優、皂、卒中的優人。秦汉以来，乐妓是歌舞艺术的表现主体。北魏建立乐籍制度，歌舞妓大多属于乐户。中国古代歌舞妓多是精通歌舞技艺的专业人员。:366。